# Stjepan Šulek
Stjepan Šulek (Zagreb, 5 d'agost de 1914 - Zagreb, 16 de gener de 1986) fou un violinista, compositor, director d'orquestra, pedagog musical i acadèmic croat.

## Biografia
Stjepan Šulek va estudiar a l'Acadèmia de Música de Zagreb i es va graduar en violí el 1936 a la classe del famós Vaclav Huml. Com a compositor i director d'orquestra, va ser sobretot autodidacta, però de vegades va complementar les seves habilitats de composició amb la docència de Blagoje Bersa. Al principi va actuar com a músic de cambra i director d'orquestra,de manera que entre 1933 i 1938 va formar part de l'orquestra de Radio Zagreb; del 1935 al 1938 va tocar en un trio amb el pianista Ivo Maček i el violoncel·lista Stanko Žepić, i després des del 1939 el 1945 i del 1939 al 1945. en un trio amb Maček i Antonio Janigro. Del 1936 al 1938 fou també el primer violinista del quartet de Zagreb.
A més de les actuacions de concerts, Stepan ja en aquell moment va començar a ensenyar: del 1939 al 1941. Va ser professor de violí a l'Escola Secundària de l'Acadèmia de Música. Després, durant la Segona Guerra Mundial, del 1941 al 1945, va ser professor a l'Escola de Professors, i després es va convertir en professor ajudant al departament de violí entre 1945 i 1947, i professor de composició de 1948 a 1975 a l'Acadèmia de Música de Zagreb. El 1948 va esdevenir membre corresponent de l'Acadèmia de les Arts i les Ciències de Croàcia, i el 1954 membre oficial i secretari del departament de música de l'Acadèmia.Des de 1958 fins a 1964 va ser director de l'Orquestra de Cambra de la Ràdio i Televisió de Zagreb. i va realitzar nombroses gires europees amb aquestes orquestres. Va actuar regularment com a director convidat per les orquestres simfòniques de Zagreb, Belgrad i Eslovènia.
Com a reconegut educador musical i professor de composició a l'Acadèmia de Música de Zagreb, Šulek va educar i va ensenyar a molts dels cèlebres compositors contemporanis croats, com ara Milko Kelemen, Stanko Horvat, Dubravko Detoni, Pavle Dešpalj, Davorin Kempf i Igor Kuljerić. Tot i que els estudiants de Šulek van passar després a diferents direccions musicals, sempre van mostrar - per actes i paraules - un gran agraïment al seu professor per haver-los revelat els secrets del seu ofici de composició. Molts reconeguts musicòlegs croats encara creuen que, a través de la seva tasca pedagògica, Šulek ha contribuït excepcionalment a augmentar el nivell de la composició a Croàcia.
Com molts contemporanis, Šulek va compondre inicialment obres caracteritzades pel folklore, però molt ràpidament va abandonar l'anomenada direcció nacional de la música croata.Tanmateix, no era propens a les aspiracions musicals de l'avantguardisme. Totes les seves composicions mostren un alt nivell de professionalitat i impecables habilitats de composició. El seu estil es pot considerar neoclàssic, tot i que en les seves obres combina motricitat barroca i polifonia, formes musicals clàssiques i expressivitat romàntica. Es va mantenir armònicament dins dels límits de la tonalitat amb una oposició constant a l'atonalitat i a qualsevol aspiració musical més contemporània.
Com a gran mestre de la forma i la instrumentació, Šulek va compondre principalment grans obres per a orquestra. El seu opus compositor inclou vuit simfonies, quatre concerts clàssics (per a orquestra), deu concerts per a instrument solista i altres obres, en els quals es va confirmar com a distingit intèrpret de simfonia. No va abandonar un plantejament compositiu similar en les seves dues òperes, Koriolanu i Oluji
| « | La música de Šulek veu el sentit més profund de la música quan proporciona a l'oient una sensació de calma, quan s'esforça per trobar la bellesa, quan ho fa millor i més feliç. Segons ell, tota música artísticament valuosa porta un element humà i humanitzar l'home és un problema creatiu clau. | » |
| — Siriščević, Mirjana: »Tradicija i postmoderna. Uz desetu obljetnicu smrti Stjepana Šuleka (1914.-1986.)«, pàg. 205 | |   |

Šulek va teixir el seu propi humanisme en moltes de les seves creacions musicals, i va compondre obres amb la idea de la necessitat de la victòria del bé i de la humanitat sobre tot patiment humà. Al mateix temps, a causa del seu pronunciat conservadorisme i la seva negativa a acceptar les tendències modernes de la música del segle xx, Šulek va entrar en conflicte obert amb els compositors avantguardistes que s'aplegaven durant la Biennal de Música de Zagreb a la dècada del 1960 i 1970, alguns dels quals eren antics estudiants seus. Malgrat aquests desacords, és un fet indiscutible que Šulek, a través de les seves activitats artístiques i pedagògiques, va caracteritzar permanentment i va dotar l'ambient musical en què actuava.

### PremiStjepan Šulek
Des de 1993, la Fundació Stjepan Šulek atorga regularment el premi Stjepan Šulek, un músic que ha deixat una empremta indeleble en la música croata del segle xx. El premi està vinculat simbòlicament a dues de les activitats artístiques més importants de Šulek i, per tant, s'atorga alternativament anualment a un compositor o violinista. Consisteix en obtenir un diploma i una quantitat de diners, i constitueix un valuós reconeixement per als joves músics premiats pels seus èxits artístics, i també un incentiu per a noves fites.

## Obres

### Òperes
- Koriolan (Coriolan, 1953-7)
- Oluja (La tempesta, 1969)

### Cantates
- Zadjni Adam (El darrer Adam, 1964)

### Ballets
- De Veritate (1977)

### Simfonies
- Simfonia núm. 1 (1942-4)
- Simfonia núm. 2 "Eroica" (1944-6)
- Simfonia núm. 3 (1945-8)
- Simfonia núm. 4 (1953-4)
- Simfonia núm. 5 (1964)
- Simfonia núm. 6 (1966)
- Simfonia núm. 7 (1979)
- Simfonia núm. 8 (1981)

### Concerts
- Concert per a piano núm. 1 (1948-9)
- Concert per a piano núm. 2 (1952)
- Concert per a piano núm. 3 (1970)
- Concerto per a violoncel (1949)
- Concert per a violí (1951)
- Concert per a fagot (1958)
- Concert per a viola (1959)
- Concert per a clarinet (1967)
- Concert per a cor (1972)
- Concert per a orgue "Memento" (1974)

### Concerts "classics"
- Concert clàssic núm. 1 per a orquestra (1944)
- Concert clàssic núm. 2 per a cordes "a llibertat de consciència i d'opinió" (1952)
- Concert clàssic núm. 3 per a cordes (1957)
- Concert clàssic núm. 4 per a orquestra (1983)

### Altres obres per a orquestra
- Dos interludis, de l'òpera "Coriolan" (1957)
- Scientiae et arti, pròleg solemne(1966)
- Epitaf jednoj izgubljenoj iluziji (Epitafi per una il·lusió perduda, 1971)
- Runke (1972)

### sonatesper a piano
- Sonata per a piano núm. 1 (1947)
- Sonata per a piano núm. 2 (1978)
- Sonata per a piano núm. 3 (1980)

### Peces per apiano
- Tres preludis (1942)
- Muzika za mališane (Música per a nens, 1946)
- Malo pa ništa (Gairebé res, 1971)
- S.O.S: tres estudis de concert (1971)

### Peces per aorgue
- Triptih, Dona nobis pacem... (tríptic, 1982)

### Peça per aguitarra
- Tri trubadurske (Tres peces de trobador, 1983)
  - I. Melancolia
  - II. Sonet
  - III. Celebració

### Sonates per a instrument i piano
- Sonata per a violí i piano (1972)
- Sonata per a trombó i piano "Vox Gabrieli" (1973)
- Sonata per a violoncel i piano (1975)
- Sonata per a trompeta i piano (1982)

### Quartets de corda
- Cicle de cinc quartets de corda "Moje djetinjstvo" (La meva infància, 1984-5)

### Altresmúsiques de cambra
- Sextet (1957)
- Tres estudis per a violí i piano (1979)

### Peça per acor
- Bašćanska ploča (La pedra [tauleta] de Baška, 1980)

### Cicles de melodies
- Pjesma mrtvog pjesnika (Cant del poeta mort, 1970)
- Strah (Por, 1975)

## Premis i reconeixements
Pels seus èxits artístics, Stjepan Šulek ha estat guardonat amb nombrosos premis i reconeixements públics, entre els quals es troben:
- Dos premis del Govern de la RFSI (1946. i 1949.)
- Quatre premis "ciutat de Zagreb" (1955., 1958., 1960. i 1964.)
- 1961. – Premi Milka Trnina
- 1973. – Premi Vladimir Nazor per les fites de tota una vida
- 1979. – Premi Andrija Patricij Petrić dels Vespres Musicals d'Osor
- 1981. – Premi Josip Štolcer-Slavenski atorgat pel diari Vjesnik,
- Orde de la República amb corona de plata[3]